# Günther Kern
Günther Kern (* 23. November 1923 in Gießen; † 19. November 1995) war ein deutscher Gynäkologe und Autor.
Günther Kern war zunächst an der Universitäts-Frauenklinik Köln tätig. Von 1970 bis 1984 war er Chefarzt der gynäkologischen Abteilung des Jung-Stilling-Krankenhauses in Siegen. Er war Verfasser des im Georg Thieme Verlag erschienenen Lehrbuchs Gynäkologie. Ein kurzgefasstes Lehrbuch, das in acht Sprachen übersetzt wurde.